# Acid meclofenamic
Acidul meclofenamic este un antiinflamator nesteroidian din clasa fenamaților, utilizat ca antiinflamator, analgezic și antipiretic. Printre principalele indicații se numără: tratamentul simptomatic al durerilor musculare și articulare, artritei și dismenoreei. Calea de administrare disponibilă este orală. Este aprobat pentru uz veterinar.